# 上亞馬遜省

上亞馬遜省（西班牙語：Provincia de Alto Amazonas），是秘魯的首份，位於該國東北部洛雷託大區，首府是尤里馬瓜斯，海拔高度182米，始建於1866年2月7日，2007年人口104,667，人口密度每平方公里5.58人。